# Карлієво
Карлі́єво (болг. Карлиево) — село в Софійській області Болгарії. Входить до складу общини Златиця.

## Населення
За даними перепису населення 2011 року у селі проживали 214 осіб, з них 204 особи (98,6%) — болгари.
Розподіл населення за віком у 2011 році:
Динаміка населення: